# Arthromyces
Arthromyces là một chi của nấm thuộc Tricholomataceae. Chi này có 2 loài được tìm thấy ở Trung Mỹ.